# Sandra Wagner
- För den tyska bågskytten, se Sandra Wagner-Sachse

Sandra Wagner är en svensk friidrottare, född 1992 i Örebro, som främst tävlar på 400 meter. Hennes största framgång är ett brons på 400 meter på Ungdoms-VM i Bressanone 2009 på tiden 53,52 s. Hennes personliga rekord är 53,04 satt i Göteborg 26 augusti 2009.
Wagner tävlar för KFUM Örebro.

## Personliga rekord
| Utomhus - 100 meter – 12,29 (Regensburg, [[]]) - 200 meter – 24,61 (Karlskrona 15 juni 2009) - 400 meter – 53,04 (Göteborg 29 augusti 2009) - 800 meter – 2:09,26 (Karlskrona 16 juni 2009) - 800 meter – 2:09,26 (Karlskrona 16 augusti 2009) - 400 meter häck – 1:07,43 (Stockholm 7 juni 2011) | Inomhus - 60 meter – 7,70 (Karlsruhe) - 200 meter – 25,26 (Örebro 16 januari 2011) - 400 meter – 54,24 (Sätra 31 januari 2010) |

### Fotnoter
1. 1 2 3 4 5 6 7  ”Personsida på European Athletics' webbplats”. european-athletics.org. http://www.european-athletics.org/athletes/group=w/athlete=124784-wagner-sandra/index.html. Läst 21 november 2016.
2. ↑  ”Stora SM 2009”. Arkiverad från originalet den 13 december 2009. https://archive.is/20091213202749/http://88.131.109.176/folksam/sm09/resultat.php. Läst 23 april 2013.
3. ↑  ”Stafett-SM 2010”. ranas4h.nu. Arkiverad från originalet den 8 december 2015. https://web.archive.org/web/20151208144853/http://www.ranas4h.nu/resultat/2010/stafett-sm.html. Läst 29 maj 2013.
4. ↑  ”Stora inne-SM 2010 dag 2, resultat”. friidrott.stockholm.se. http://www.friidrott.stockholm.se/ISM2010/Page.asp?PageIdentifier=RESSONDAG. Läst 19 juli 2012.
5. ↑  Danielsson, Henrik (10 juli 2009). ”Wagners jätteskräll: tog brons på UVM”. Expressen. http://www.expressen.se/sport/friidrott/wagners-jatteskrall-tog-brons-pa-uvm/. Läst 21 november 2016.
6. 1 2 3 4 5 6  ”Personsida på AllAthletics”. all-athletics.com. Arkiverad från originalet den 21 november 2016. https://web.archive.org/web/20161121175410/http://www.all-athletics.com/node/324308. Läst 21 november 2016.
7. 1 2  ”Personsida hos IAAF”. iaaf.org. https://www.iaaf.org/athletes/sweden/sandra-wagner-249278. Läst 21 november 2016.